# Ludwig Erhard

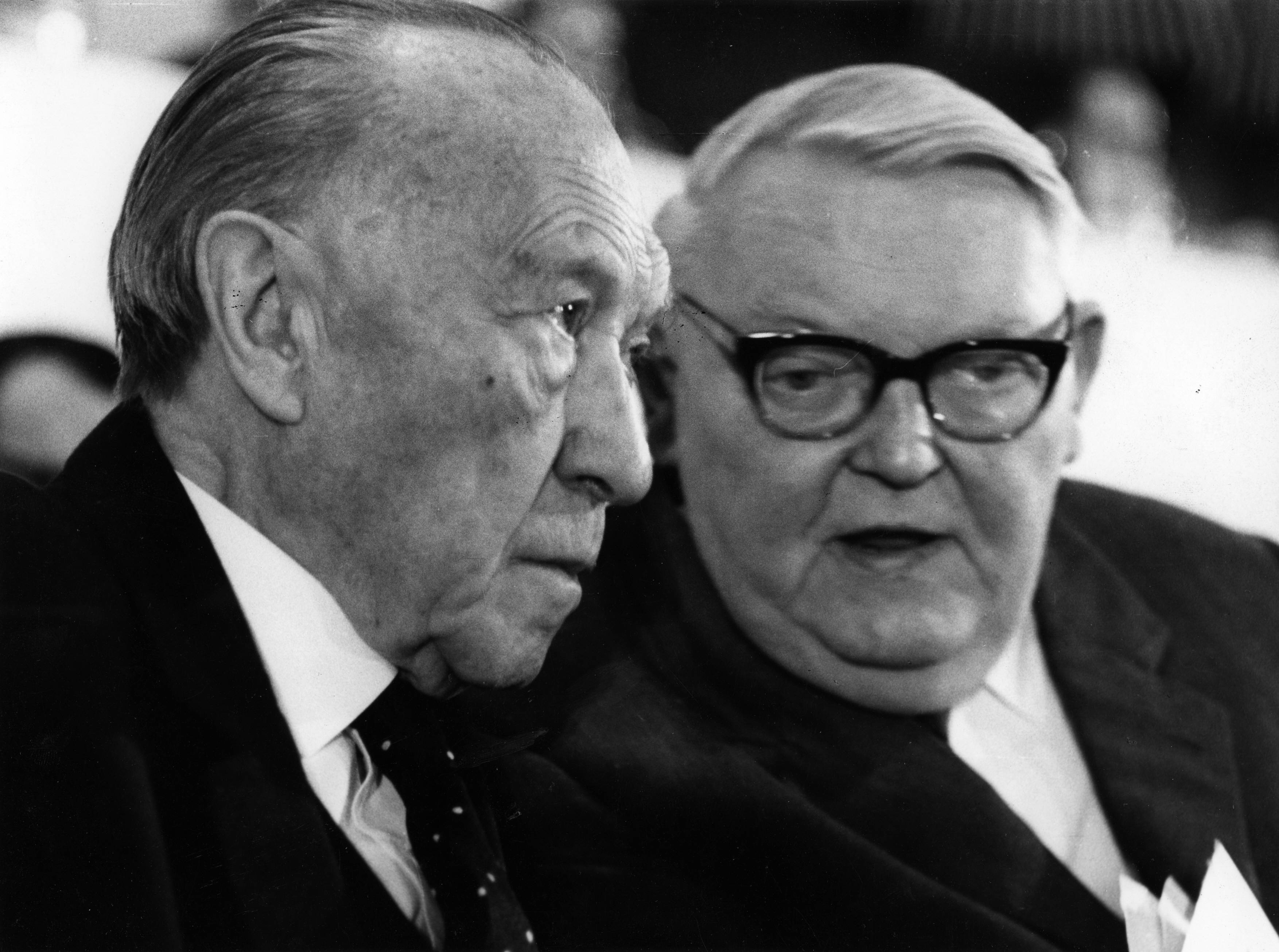
Konrad Adenauer i Ludwig Erhard

Ludwig Wilhelm Erhard (ur. 4 lutego 1897 w Fürth, zm. 5 maja 1977 w Bonn) – niemiecki polityk i profesor ekonomii, federalny minister gospodarki (1949-1963), wicekanclerz (1957-1963), a następnie kanclerz RFN (1963-1966) i przewodniczący CDU w latach 1966–1967.
Jeden z ojców powojennego, niemieckiego cudu gospodarczego (niem. Wirtschaftswunder) opartego na społecznej gospodarce rynkowej.

## Życiorys
Urodził się w Fürth w Środkowej Frankonii, w rodzinie handlarza tekstyliami Wilhelma Philippa Erharda (1858–1935) i jego żony Augusty Hassold (1859–1936). Miał troje rodzeństwa – dwóch braci Maxa i Willego oraz siostrę Rosę. Po ukończeniu szkoły realnej rozpoczął przyuczenie do zawodu kupca w jednym z okolicznych przedsiębiorstw zajmujących się handlem tekstyliami.
W 1914 zgłosił się dobrowolnie do służby wojskowej i walczył na froncie I wojny światowej, początkowo w Rumunii, a następnie na froncie zachodnim. Został ciężko ranny w trakcie walk pod Ypres w 1918 r. W 1919 odszedł z wojska w stopniu podoficera.
W latach 1919–1922 kształcił się w Wyższej Szkole Handlowej w Norymberdze, gdzie uzyskał tytuł Diplom-Kaufmann. Następnie rozpoczął studia z zakresu ekonomii, zarządzania przedsiębiorstwem i socjologii na Uniwersytecie we Frankfurcie. Tam też w grudniu 1925 obronił doktorat Wesen und Inhalt der Werteinheit pod kierunkiem prof. Franza Oppenheimera.
Do 1928 r. kierował jednocześnie rodzinnym przedsiębiorstwem. Erhard został następnie asystentem w Instytucie Badań nad Rynkiem przy Wyższej Szkole Handlowej w Norymberdze, z którym związany był do 1942 r. W czasie wielkiego kryzysu gospodarczego w latach 1929–1933 pracował nad problematyką jego zwalczania i pobudzania gospodarki przez wzrost konsumpcji. W 1934 został współzałożycielem Towarzystwa Badań Konsumenckich (niem. Gesellschaft für Konsumforschung e.V.) oraz redaktorem czasopism ekonomicznych Der Markt der Fertigware i Wirtschaftspolitische Blätter der deutschen Fertigwarendustrie.
W 1942 roku Erhard utworzył prywatny Instytut do spraw Badań Przemysłu, który był współfinansowany przez wpływowych przemysłowców niemieckich, zajmujący się planem przestawienia gospodarki wojennej i odbudowy gospodarki po zakończeniu II wojny światowej. Jego analizy dotyczyły także potencjału ekonomicznego i struktur gospodarczych w okupowanej przygranicznej Lotaryngii, a na zlecenie Głównego Urzędu Powierniczego Wschód również okupowanych terenów Polski.
W raporcie Gospodarka nowego terytorium niemieckiego na Wschodzie (niem. Wirtschaft des neuen deutschen Ostraumes) z lipca 1941, opisującym możliwości zagospodarowania okupowanych terytoriów na wschodzie, opowiadał się za dobrym traktowaniem polskich robotników i zalecał poprawę warunków ekonomicznych ludności polskiej.
W 1943 roku przygotował raport pod tytułem Finansowanie działań wojennych z konsolidacją zadłużenia, w którym przedstawił swoje przekonanie o nieuchronnej klęsce Niemiec w II wojnie świtowej. Kopię raportu przekazał Carlowi F. Goerdelerowi – kluczowej postaci ruchu oporu przeciwko hitlerowskiemu reżimowi.

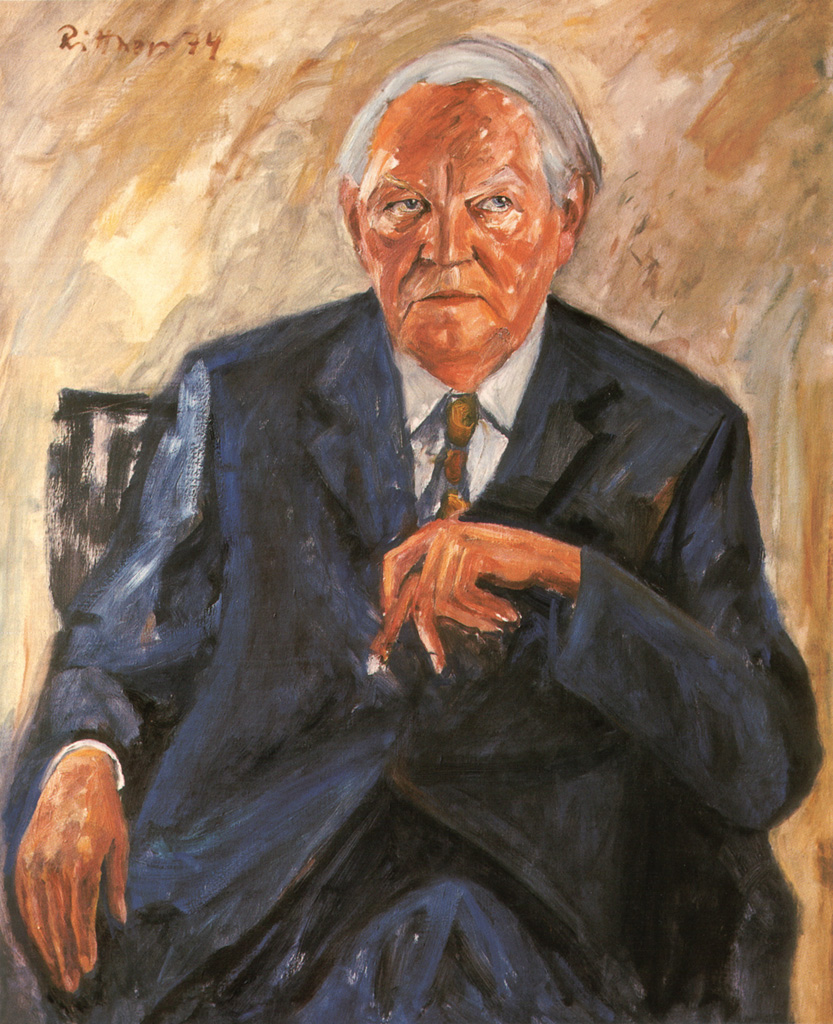
Günter Rittner, 1974 – Portret Ludwiga Erharda, Galeria Kanclerska w Berlinie

Po wojnie Ludwig Erhard zaoferował swoje usługi jako doradca ekonomiczny dla amerykańskich sił okupacyjnych. Już we wrześniu 1945 wybrano go na ministra gospodarki w bawarskim rządzie pod przewodnictwem socjaldemokraty Wilhelma Hoegnera. W 1947 r. został profesorem honorowym na Uniwersytecie w Monachium. W 1948 amerykańskie władze okupacyjne powołały go na stanowisko dyrektora Rady Gospodarczej Bizonii.
W 1949 roku uzyskał mandat deputowanego do Bundestagu z list CDU. Został ministrem gospodarki w pierwszym rządzie Konrada Adenauera. Stanowisko utrzymywał do 1963 r. Jest uważany przez wielu za jednego z ojców niemieckiego „cudu gospodarczego” (niem. Wirtschaftswunder). W 1959 r. Adenauer wysunął jego kandydaturę na stanowisko prezydenta federalnego jednak Erhard odrzucił propozycję.
Po ustąpieniu Adenauera w 1963 r. został drugim kanclerzem federalnym. Po zwycięskich dla CDU wyborach w 1965 ponownie stanął na czele rządu federalnego. Ustąpił ze stanowiska rok później. Lecz zanim to się stało, wystosował 25 marca 1966 notę pokojową. Deklarował w niej gotowość RFN do poprawy stosunków z państwami Układu Warszawskiego. Jego następcą został partyjny kolega – Kurt Georg Kiesinger.
W latach 1966–1967 sprawował funkcję przewodniczącego Unii Chrześcijańsko-Demokratycznej (CDU). Następnie został wybrany na honorowego przewodniczącego partii. W wyborach parlamentarnych z 1969, 1972 i 1976 był ponownie wybierany do Bundestagu, w swoich ostatnich dwóch kadencjach jako marszałek senior otwierał inauguracyjne posiedzenia izby niższej parlamentu.

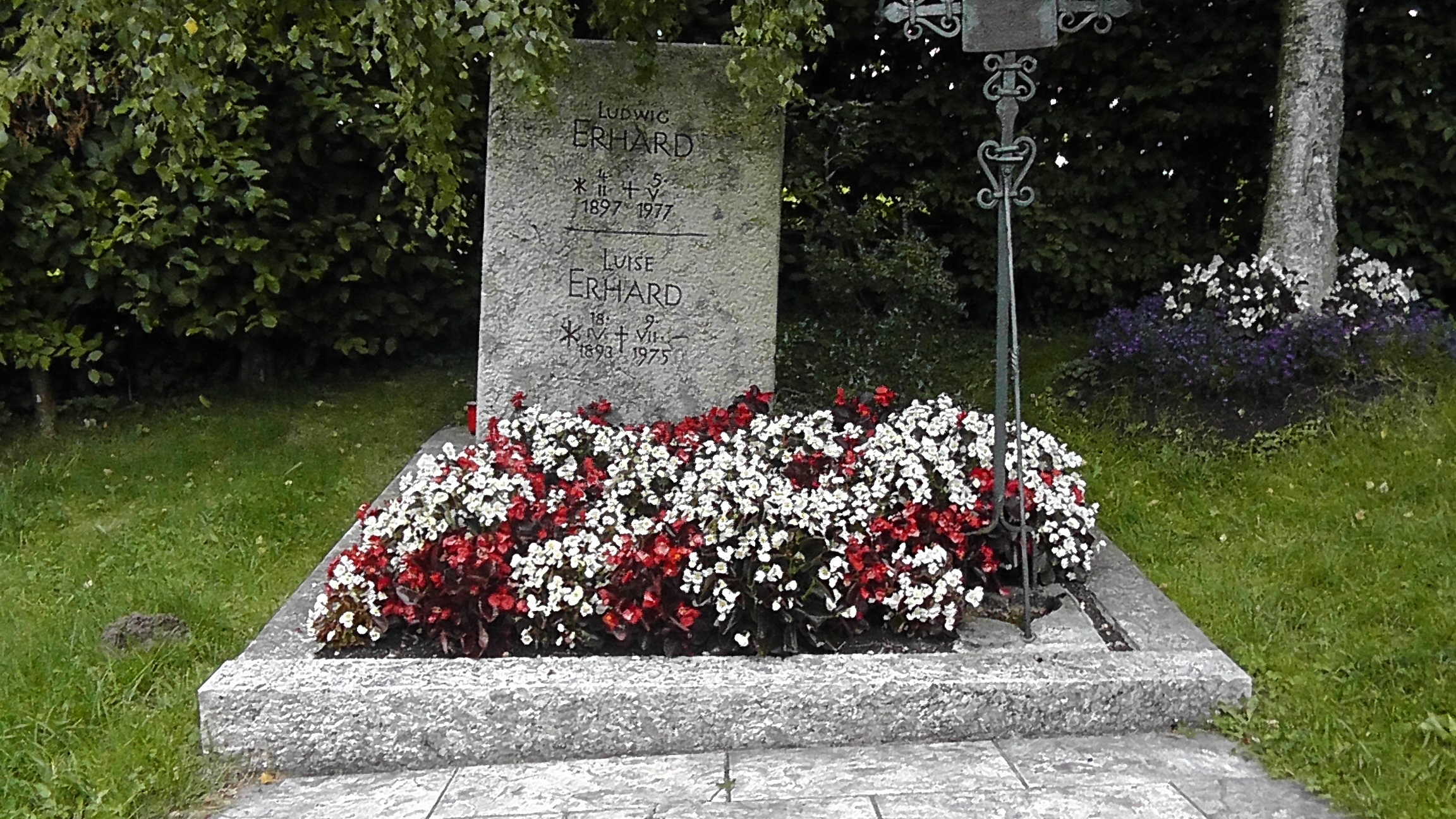
Grób Ludwiga Erharda w Gmund am Tegernsee

Zmarł 5 maja 1977 na niewydolność serca w Bonn. 11 maja 1977 w sali plenarnej niemieckiego Bundestagu odbyła się oficjalna państwowa uroczystość pogrzebowa. Erhard został pochowany na cmentarzu górskim w Gmund am Tegernsee.

## Życie prywatne
Ludwig Erhard był żonaty od 1923 roku z ekonomistką Luise Lotter (1893–1975). Z małżeństwa urodziła się jedna córka Elisabeth Friederike (1925–1996).

## Niektóre odznaczenia
- 1953: Order Zasługi Republiki Federalnej Niemiec
- 1955: Order Zasługi Republiki Włoskiej
- 1959: Bawarski Order Zasługi
- 1961: Wielki Krzyż Orderu Świętego Jakuba od Miecza (Portugalia)
- 1961: Wielki Krzyż Orderu Izabeli Katolickiej (Hiszpania)
- 1977: Wpisany na listę Honorowych obywateli miasta Ulm
- Wielki Krzyż Orderu Słońca Peru